# Zăpodeni
Zăpodeni – wieś w Rumunii, w okręgu Vaslui, w gminie Zăpodeni. W 2011 roku liczyła 1416 mieszkańców.